# Frankl István (tanár)
Id. Frankl István (Eger, 1835. december 5. – Szabadka, 1913. március 12.) iskolaigazgató, tanfelügyelő.

## Élete
1857-ben kinevezték a szabadkai gimnázium tanárává, majd az intézet igazgatója lett. 1870-1874 között bácsbodrog vármegyei királyi tanfelügyelő és a szabadkai szinügy-egylet elnöke volt. 1874-1890 között az újvidéki magyar főgimnázium igazgatója volt. 1875-ben „Újvidék" címmel Újvidéken az első magyar politikai és társadalmi hetilapot alapított, melyet négy és fél éven át szerkesztett. Ebben vetették fel a Bácsmegyei Történelmi és Régészeti Társulat létrehozását. 1890-ben nyugalomba vonult. 1905-ben és 1906-ban miniszteri biztos volt egyes érettségi vizsgákon.
Írói munkásságát pedagógiai és tanügyi, majd történeti tartalmú dolgozatok jelzik. Számos cikke a nőtanítói intézménnyel foglalkozik. Az 1890-es években megírta Bács-Bodrog vármegye egyetemes tanügyi történetét, mely a megye milléniumi monográfiájában jelent meg. Ugyanott jelent meg tőle Bács-Bodrogmegye etnográfiája.
1875-1890 között szerkesztette az újvidéki főgimnázium értesítőjét.

## Elismerései
- 1885 Ferenc József-rend lovagkeresztje[3]

## Művei
- 1858 Akhilles jellemének széptani vázlata az Iliasból. Szabadkai r. k. gymnasium Értesítője
- 1866 A spártai nők élete. Fővárosi Lapok
- 1866 A régi germán nőkről. Fővárosi Lapok
- 1899 Xenophon memorabiliáinak paedagogiai jelentősége I-IV. Magyar Pedagógia VIII, 34-43, 86-98, 157-174, 223-237.
- 1899 Szabadka szabad királyi város ismertetése.[4]
- 1899 A kaponyai ütközet. 1849 márczius 5.